# Klemi Saban
Rachamim „Klemi” Saban (hebr. קלמי סבן, ur. 17 lutego 1980 w Netanji) – izraelski piłkarz grający na pozycji obrońcy. W reprezentacji Izraela rozegrał 25 meczów i strzelił 1 gola.

## Kariera klubowa
Swoją karierę piłkarską Saban rozpoczął w klubie Maccabi Netanja. W 1999 roku awansował do pierwszego zespołu i w sezonie 1999/2000 zadebiutował w nim w pierwszej lidze izraelskiej. W 2001 roku odszedł do Hapoelu Tel Awiw. W sezonie 2001/2002 wywalczył z nim wicemistrzostwo Izraela. W sezonie 2004/2005 grał w Hapoelu Petach Tikwa. Z kolei w sezonie 2005/2006 był piłkarzem Maccabi Hajfa, z którym został mistrzem kraju.
Latem 2006 roku Saban przeszedł do rumuńskiej Steauy Bukareszt. W lidze rumuńskiej zadebiutował 5 sierpnia 2006 w wygranym 3:0 domowym meczu z Universitateą Krajowa. W zespole Steauy rozegrał 6 meczów i wywalczył z nim wicemistrzostwo Rumunii.
W 2007 roku Saban wrócił do Izraela, do zespołu Maccabi Netanja. W sezonie 2007/2008 został z nim wicemistrzem kraju. W 2010 roku przeszedł do Maccabi Tel Awiw. Swój debiut w nim zaliczył 22 sierpnia 2010 w przegranym 0:1 domowym meczu z Maccabi Hajfa. W Maccabi Tel Awiw grał przez dwa lata.
W 2012 roku Saban został zawodnikiem Hapoelu Beer Szewa. Zadebiutował w nim 25 sierpnia 2012 w zremisowanym 0:0 domowym meczu z Bene Sachnin. W Hapoelu grał przez rok. W 2013 roku przeszedł do Hapoelu Akka, w którym swój debiut zanotował 21 września 2013 w przegranym 1:2 domowym meczu z Hapoelem Beer Szewa.
| Sezon   | Klub                | Kraj    | Rozgrywki   | Mecze | Bramki |
| ------- | ------------------- | ------- | ----------- | ----- | ------ |
| 1999/00 | Maccabi Netanja     | Izrael  | Ligat ha’Al | 33    | 1      |
| 2000/01 | Maccabi Netanja     | Izrael  | Ligat ha’Al | 28    | 0      |
| 2001/02 | Hapoel Tel Awiw     | Izrael  | Ligat ha’Al | 9     | 0      |
| 2002/03 | Hapoel Tel Awiw     | Izrael  | Ligat ha’Al | 5     | 0      |
| 2003/04 | Hapoel Tel Awiw     | Izrael  | Ligat ha’Al | 28    | 2      |
| 2004/05 | Hapoel Petach Tikwa | Izrael  | Ligat ha’Al | 32    | 0      |
| 2005/06 | Maccabi Hajfa       | Izrael  | Ligat ha’Al | 26    | 0      |
| 2006/07 | Steaua Bukareszt    | Rumunia | Liga I      | 8     | 0      |
| 2007/08 | Maccabi Netanja     | Izrael  | Ligat ha’Al | 32    | 0      |
| 2008/09 | Maccabi Netanja     | Izrael  | Ligat ha’Al | 32    | 0      |
| 2009/10 | Maccabi Netanja     | Izrael  | Ligat ha’Al | 31    | 0      |
| 2010/11 | Maccabi Tel Awiw    | Izrael  | Ligat ha’Al | 23    | 0      |
| 2011/12 | Maccabi Tel Awiw    | Izrael  | Ligat ha’Al | 19    | 0      |
| 2012/13 | Hapoel Beer Szewa   | Izrael  | Ligat ha’Al | 18    | 0      |
| 2013/14 | Hapoel Akka         | Izrael  | Ligat ha’Al | 12    | 0      |

## Kariera reprezentacyjna
W reprezentacji Izraela Saban zadebiutował 4 września 2004 roku w zremisowanym 0:0 meczu eliminacji do MŚ 2006 z Francją, rozegranym w Saint-Denis. W swojej karierze grał też w eliminacjach do Euro 2008 i do MŚ 2010. Od 2004 do 2010 roku rozegrał w kadrze narodowej 25 meczów, w których strzelił 1 gola (10 września 2008 w wygranym 2:1 meczu eliminacji do MŚ 2010 z Mołdawią).